# Saurauia tristyla
Saurauia tristyla DC. là một loài thực vật thuộc họ Actinidiaceae. Chúng phân bố ở Sumatra, Borneo (Sabah, East Kalimantan), Sulawesi, Moluccas và New Guinea, Phúc Kiến, Quảng Đông, Quảng Tây, Quỳ Châu, Hải Nam, Tứ Xuyên, nam Vân Nam của Trung Quốc, Đài Loan